# Baakline
Baakline (arabe : بعقلين) est un village libanais situé dans le caza du Chouf au Mont-Liban au Liban. c'est une ville située dans le Mont-Liban, Chouf District, à 45 kilomètres au sud-est de Beyrouth. altitude 850-920 mètres de haut, la population est de 20 000, zone de 14 kilomètres carrés, Nombre de résidences 2870. Villes limitrophes: Deir-el-Qamar, Beiteddine, Aynbal, Deir Dourit, Symkanieh, et Jahlieh.

## Histoire

### Émirat Maani
Fondée au XIIe siècle par les émirs Maan, Baakline servi comme leur capitale jusqu'à ce que le début du XVIIe siècle, lorsque son plus célèbre émir Fakhreddine II, a déménagé à Deir el Qamar. Aujourd'hui Baakline est la plus importante ville druze, siège historique de la Machyakhat al Akl la plus haute autorité spirituelle de la communauté druze. Trois grands cheikhs Akl de la famille Hamadé, Cheikh Mouhamad Hamadé, cheikh Hussein Hamadé et cheikh Rachid Hamadé. Cheikh Farid Hamadé, leur descendant, était lui un grand patriote et dignitaire contemporain. Le Grand Sérail, le bâtiment administratif principal de Baakline avant la Seconde Guerre mondiale, a été restauré et transformé en une bibliothèque publique. Au centre du village se trouve le palais de Sheikh Hussein Hamadé premier, construite par étapes à partir de 1591. Il existe des temples druzes des 18e et 19e siècles les khalwats (lieux de méditation), et un maqam, ou sanctuaire. Baakline tient une place importante dans l´histoire du Liban. capitale du Chouf. Ville du prince druzes sanctuaire des  Hamadé
Les racines du Liban que nous connaissons aujourd'hui remontent à Baakline. Autour de l'an 1120 AD, Amir Ibn Maan Rabeaah, le grand-père d'Amir Fakher Eddine Maani le second qui est à la base de "Loubnan al Kabir", né à Baakline avec sa famille sur le lieu même du lieu saint des sheikh  Hamadé. Il a été soutenu par ses beaux-parents, les Tanoukhyeen. Amir Maan a été marié à la fille d'Amir Al Noaaman Tanoukhy. Les historiens conviennent que Baakleen était la capitale de l'émirat Maani, base de l´histoire du Liban.
En raison de la pénurie en eau dans Baakleen, les émirs Maan ont été attirés vers leurs voisins de Deir el Qamar (selon les archives druzes, appelées Dar Al Qamar), où ils ont construit de nombreux palais et une mosquée qui se dresse toujours au milieu de la place de la ville portant le nom Amir Fakher Eddine Ibn Othman Ibn Al Hajj Younis Al Maani (1493 AD). Le dernier de la famille Maan était l´émir Ahmad qui est mort en 1697 AD et à sa mort, l'émirat est passé entre les mains des émirs le Chehab famille qui était liée à la famille Maan par alliances.

### Empire ottoman
Sous la domination ottomane, Baakline revient au devant de la scène. La ville a servi de résidence d'été pour les "Qaem Makqam" Druzes ou le gouverneur local au nom du sultan ottoman.

### Époque contemporaine
À cause de la Guerre civile syrienne, de nombreux Syriens viennent s'installer à Baakline. En 2020, ils étaient environ 2000.
Le 21 avril 2020, dans la ville et les forêts environnantes, un homme, Mazen Harfouche, poignarde mortellement sa femme, puis commet une série de 9 meurtres par arme à feu, causant la mort de 3 Libanais dont ses deux frères et de 6 Syriens dont deux enfants, avant de s'enfuir. Il est arrêté par la police libanaise le 23 mars dans un village voisin, avoue sa culpabilité et explique qu'il «soupçonnait sa femme de le tromper avec son frère». Avec un bilan de 10 morts, il s'agit de la pire tuerie de masse non-terroriste commise au Liban depuis la fin de la Guerre du Liban.

## Cascades et rivière de Baakline

### Cascade bleue de Shallalat Al Zarka
Les cascades bleue sont appelées Shallalat Al Zarka, le restaurant se trouvant à cet endroit porte le même nom,. On peut aussi voir d'autres magnifique cascade et rivière dans le village de Baakline.

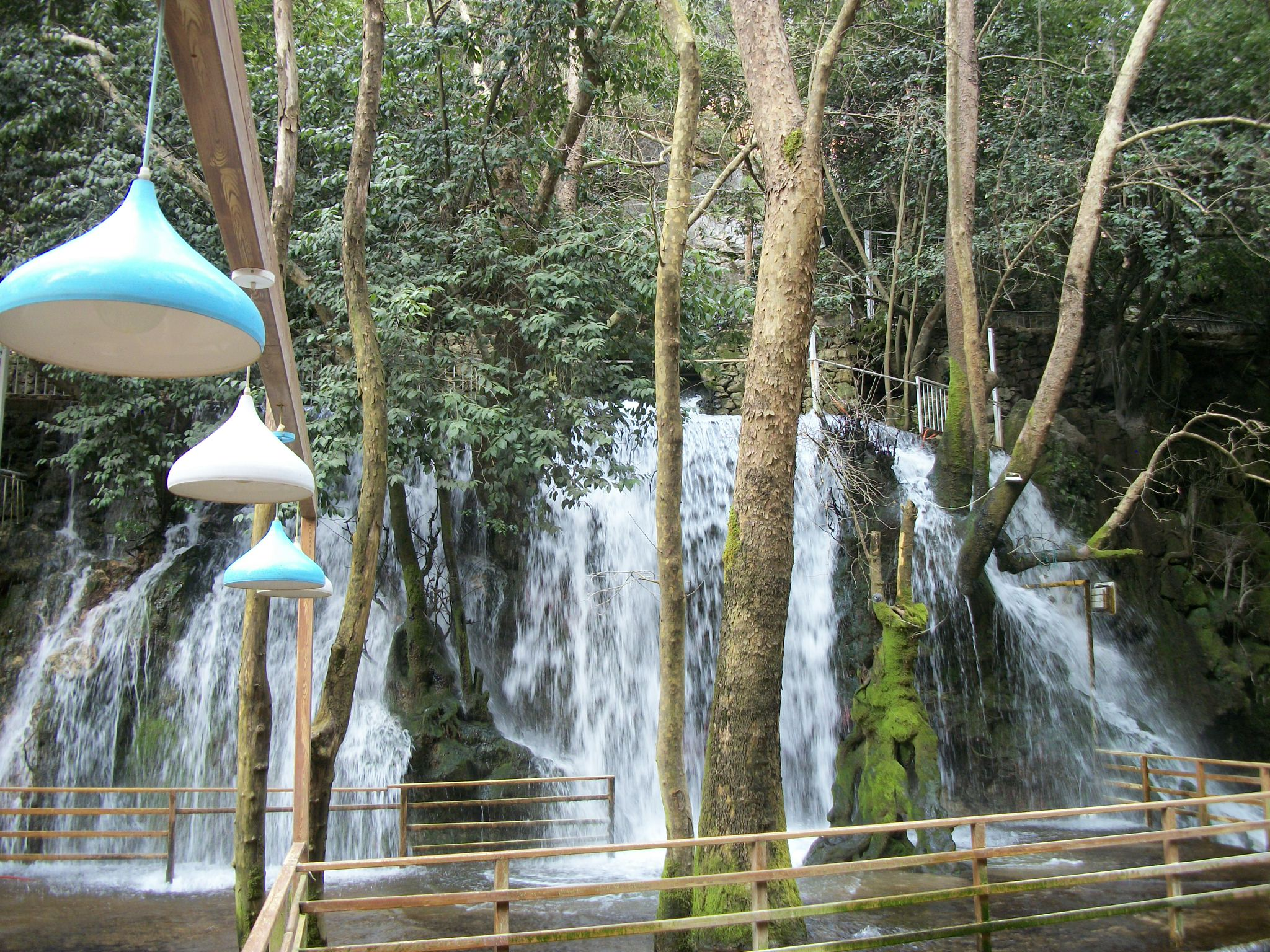
Cascade bleue de Shallalat Al Zarka
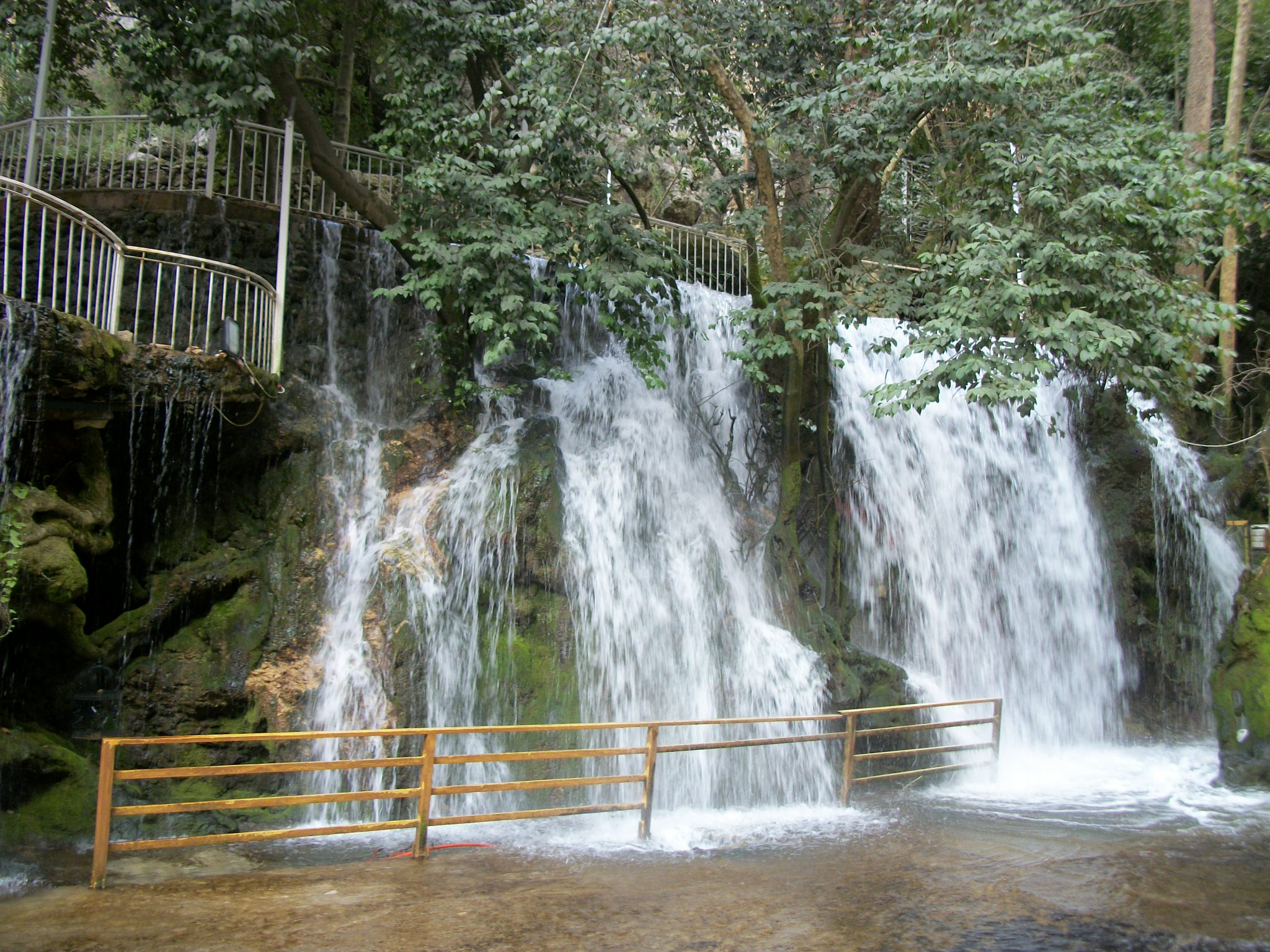
Cascade bleue de Shallalat Al Zarka
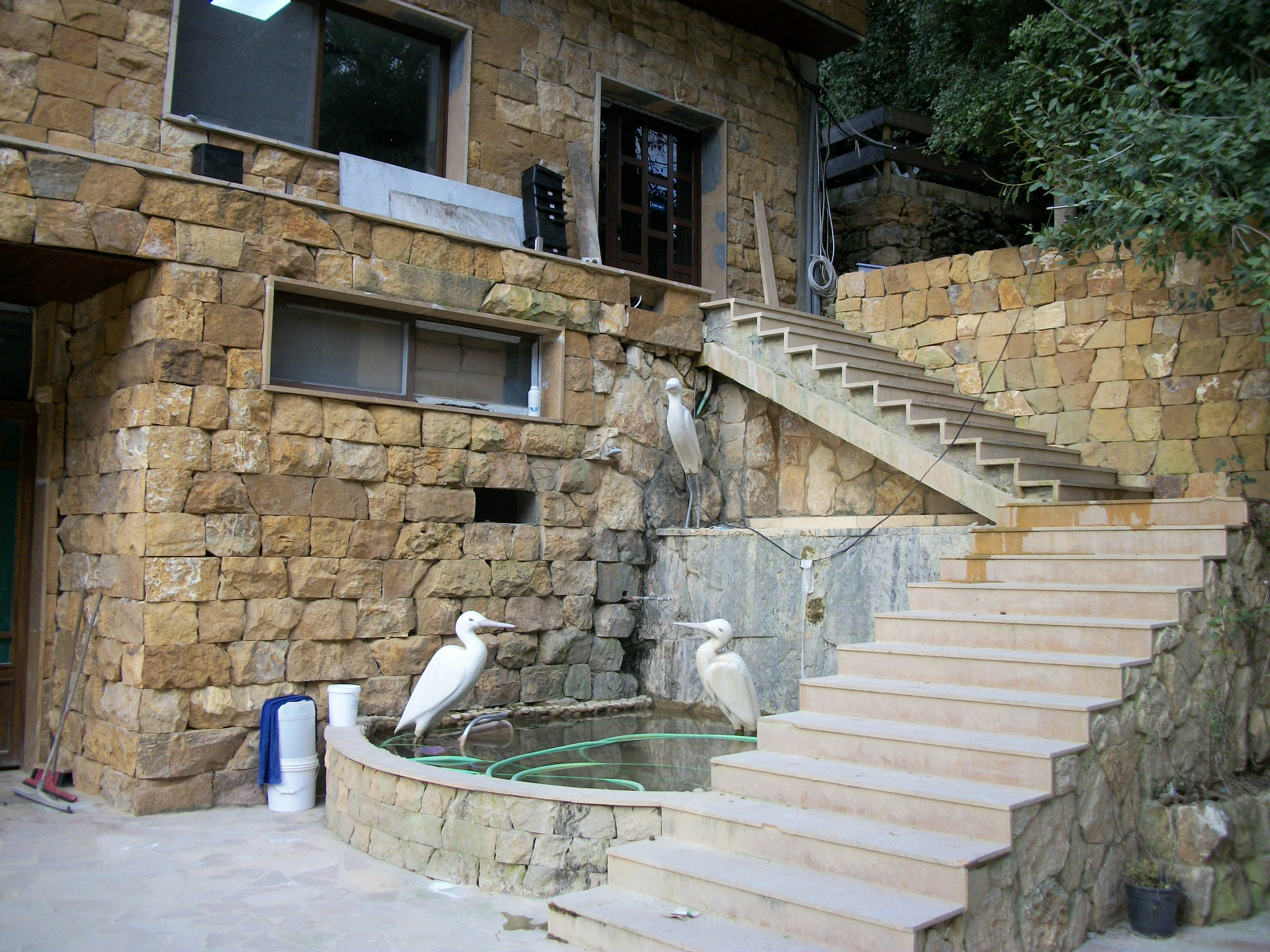
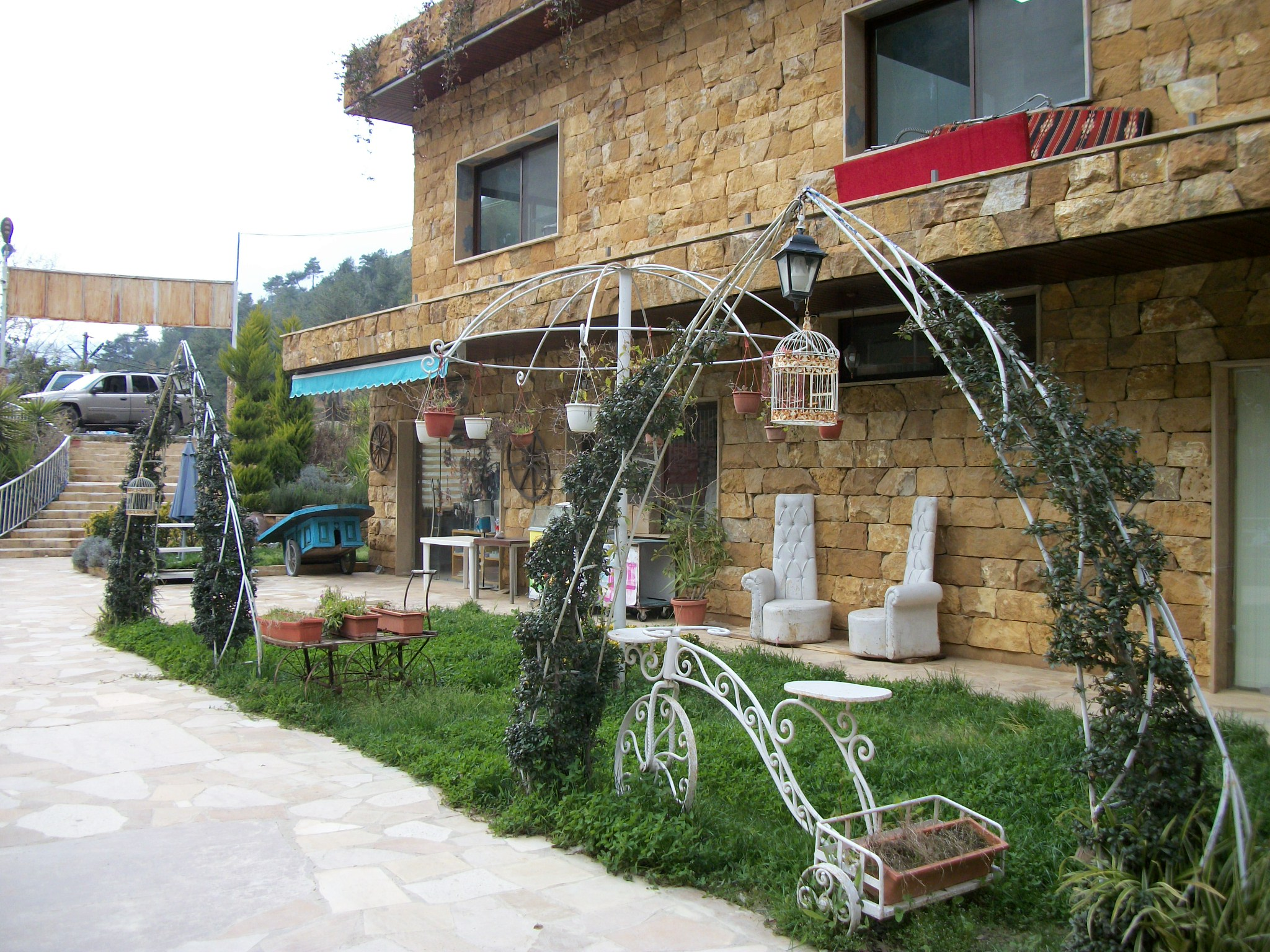
Maison indépendante du restaurant
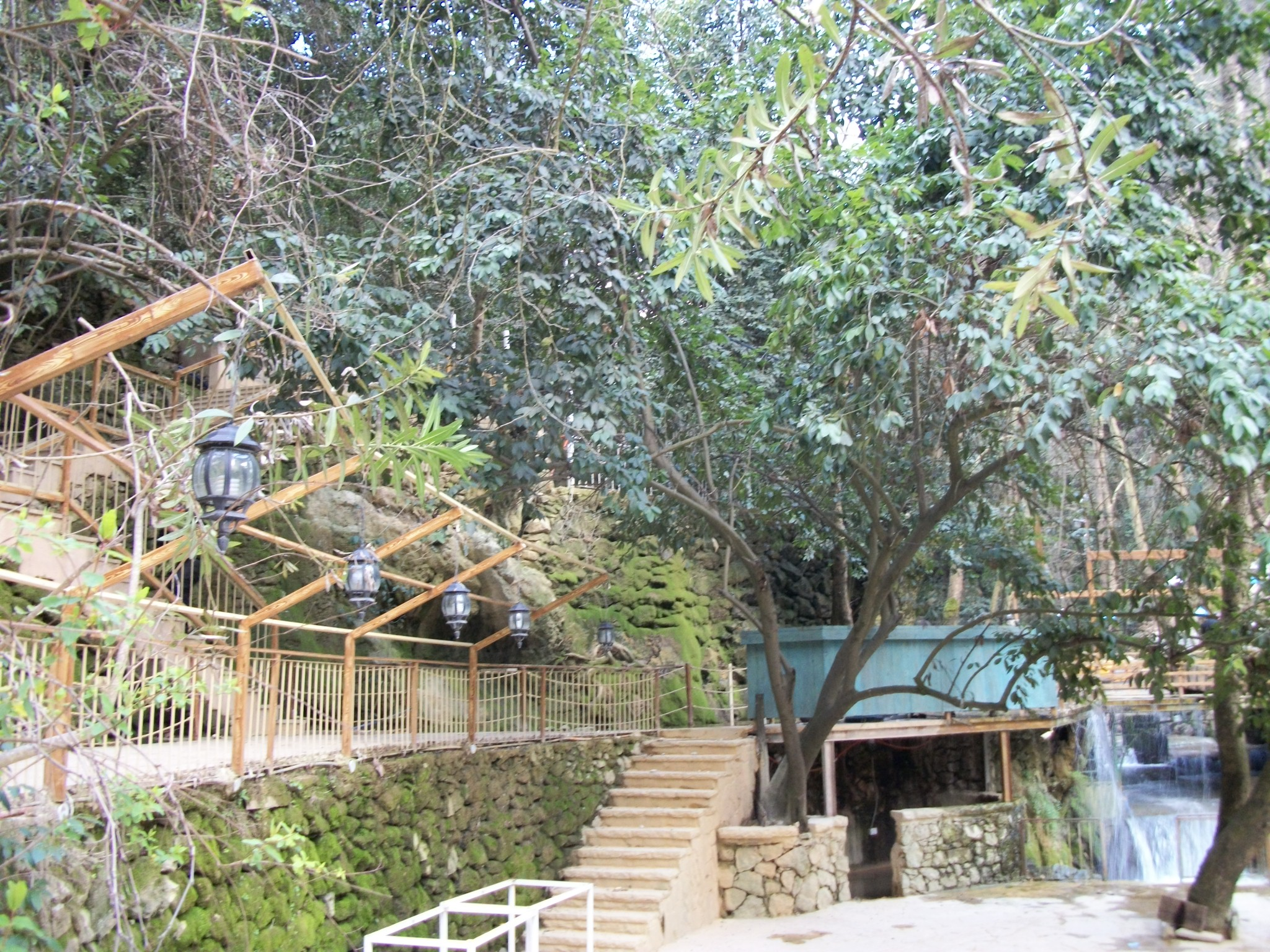
Escalier pour accéder du parking au restaurant en traversant la rivière et les cascades
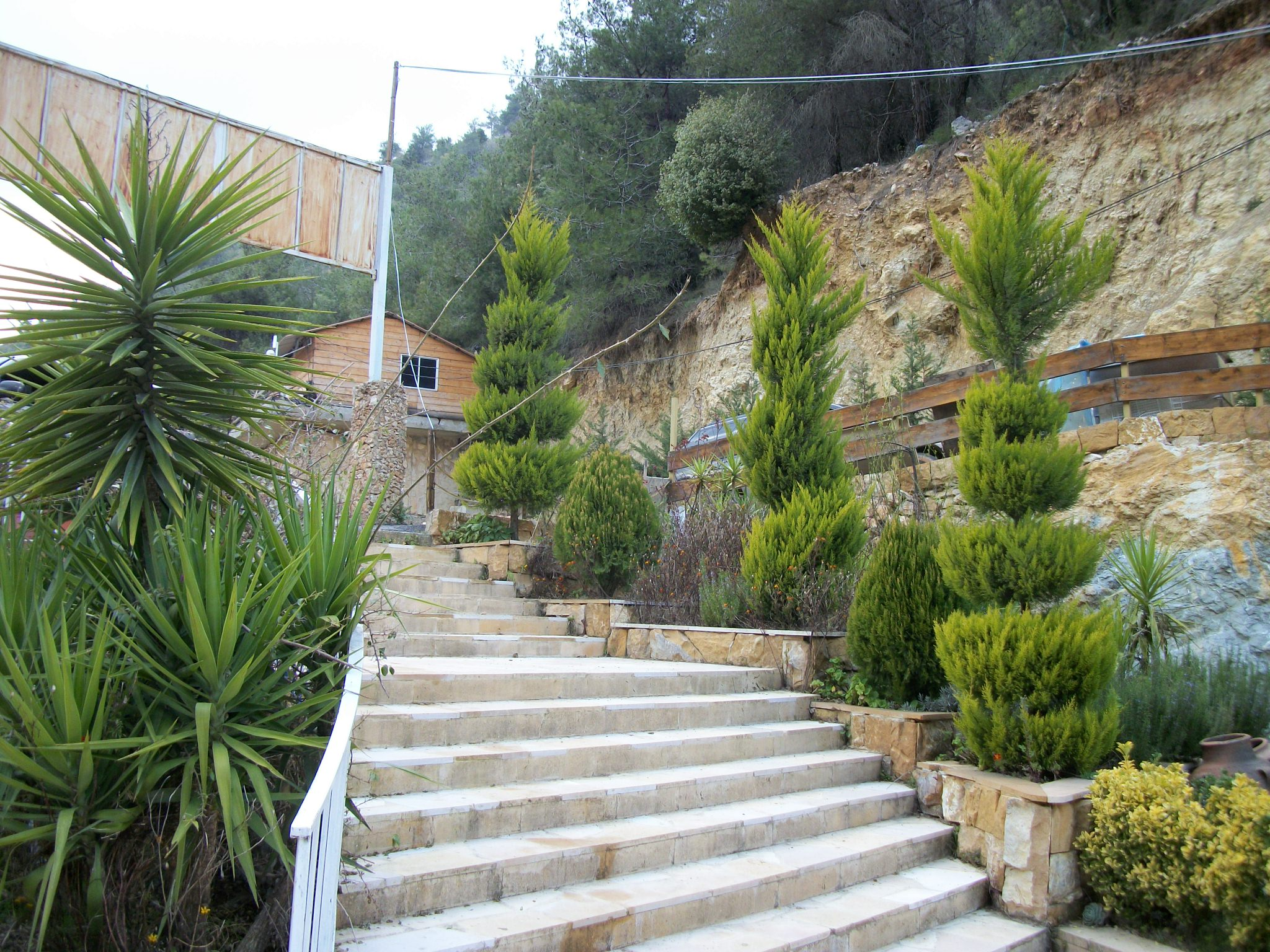
Escalier allant du parking aux maisons indépendante et au restaurant

## Personnalités liées à la ville
- Nazira Zain al-Din (1908-1976), écrivaine et universitaire.
- Nadia Tuéni (1935-1983), poétesse
- Ziad Takieddine (1950), homme d'affaires